# Claude Simon

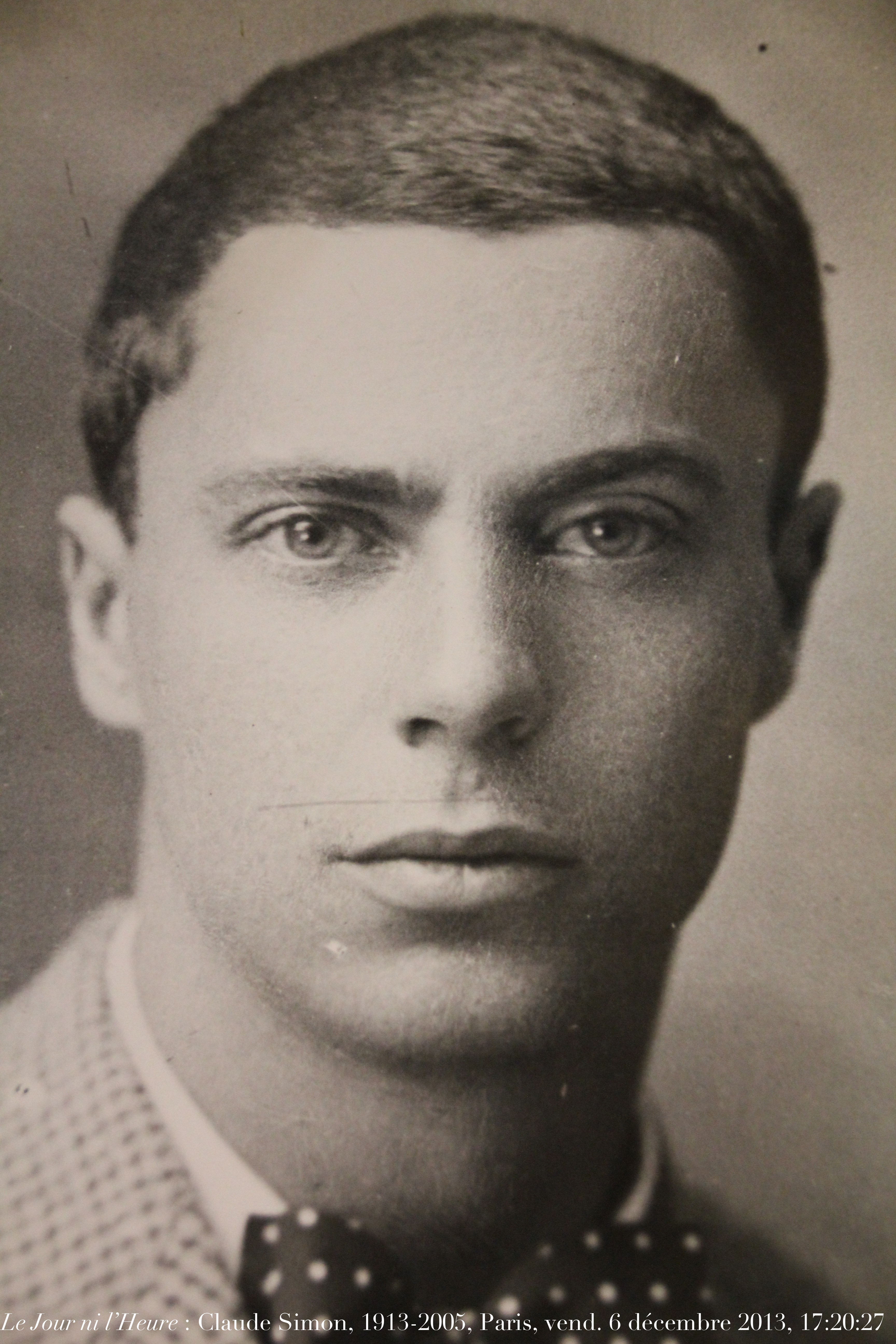
Claude Simon (cca 1932)

Claude Simon (10. října 1913, Tananarive – 6. července 2005, Paříž) byl francouzský spisovatel, obvykle řazen mezi představitele nového románu. Toto zařazení je nicméně sporné, jelikož v díle Claudea Simóna jsou velmi patrné ozvuky (mimo jiné) Marcela Prousta a Williama Faulknera. Simon do centra svých románů staví lidskou zkušenost, člověka.
Narodil se na Madagaskaru, což v té době byla francouzská kolonie, v rodině koloniálního důstojníka. Dětství prožil v jihofrancouzském Perpignanu, později studoval v Oxfordu a Cambridge. Jako dobrovolník se na straně republikánů účastnil španělské občanské války (jeho starobylá rodina měla původ právě v kraji na hranicích Francie a Španělska). Po válce se živil vinařstvím a maloval (malířství studoval), postupně se přiklonil k literatuře. Od roku 1963 se živil jako spisovatel. Do konce života však psával výtvarné kritiky a anotace. Text Vlasy Bereniky je přímým odkazem k obrazu surrealistického katalánského malíře Joana Miróa.
Roku 1985 byla Claudu Simónovi udělena Nobelova cena za literaturu.

## Dílo
Po víceméně klasickém raném díle si Simon osvojil velice specifickou a komplikovanou formu zakládající se na netradiční větné skladbě, netradičním pojetí času a prolínání přítomnosti s minulostí. Tímto způsobem se pokoušel postihnout emoce respektive jejich útržkovitost. Často pracuje s autobiografickými prvky, hlavně s osobní zkušeností války, kterou promítá do různých historických konfliktů. Častým motivem jsou i rodinné mýty. Hlavním motivem však zůstává zakoušení času, stárnutí, zapomínání, mizení... Častým obrazem jeho próz jsou koně. Zastával tezi, že i fabulace je autobiografická a na otázku "jak píšete", odpovídal: "Pokouším se započít větu, pokračovat a skončit" – rozvíjení věty je však u Simona nanejvýš složitý proces: některá souvětí čítají až 1000 slov.
Jakkoliv je ve francii Simonovo dílo již kanonické, do češtiny byly (prozatím) přeloženy pouhé tři romány:
- Vítr – hlavní hrdina, velkoměstský fotograf, přijíždí do jihofrancouzského městečka převzít dědictví po nepoznaném otci a snaží se proniknout do života v tomto městě. Text je plný závorek, interpunkčních znamének, mnohé věty nejsou dokončeny, co vede ke zmatenosti a nejasnosti celého textu. Simon text označuje za "pokus o obnovení barokního retáblu".

- Příběh – Jedná se o jeden ze stěžejních Simónových textů. Plně je zde rozvinut koncept "bezešvé" prózy, kdy čtenář jen stěží rozlišuje konce a počátky jednotlivých scén a obrazů. Interpunkce je často vyrušena nebo invertována (závorky přecházejí do nových kapitol). Příběh se odehrává někdy v 60. letech 20. století, časová datace však v příběhovém rozvoji nehraje zásadní roli. Bezejmenný hlavní hrdina (zřejmě zástupné ztělesnění hledajícího já) se jednoho rána probudí ve svém zchátralém barokním domě, který udržuje jen s vypětím všech svých sil, a během následujících 16 hodin všedního dne naplněného banálními činnostmi (návštěva banky, prodej židle, návštěva příbuzného, večeře v kantýně), z různých, převážně vizuálních fragmentů, zrekonstruuje celý dosavadní život. V souvislosti s tímto postupem přední postmoderní francouzský myslitel Jean-François Lyotard používal termín "anamnéza přítomnosti".
- Flanderská cesta

Rané romány Švindlíř, Gulliver, Na napjatém laně ještě drží tradiční formy, s postupným vlivem Williama Faulknera (a především jeho románu Sound and Fury) však dochází k postupnému zahušťování a komplikování textu. Milníkem je volná trilogie sestávající z románů:
- Tráva – 1958
- Flanderská cesta – 1960
- Příběh – 1967

Další romány:
- Mezinárodní hotel – (1962)
- Bitva u Farsalu – (1969)
- Slepý Orion – (1970)
- Vodivá tělesa – (1971)
- Lekce věcí – (1975)
- Georgika – (1981)
- Vlasy Bereniky – (1984)
- Botanická zahrada – (1997) – autobiografický román
- Tramvaj - (2001) – autobiografický román